# Selección femenina de fútbol de Liberia
La selección femenina de fútbol de Liberia es el equipo nacional femenino que representa al país en competiciones internacionales.

## Antecedentes y desarrollo
El desarrollo temprano del juego femenino en el momento en que las potencias coloniales llevaron el fútbol al continente fue limitado, ya que las potencias coloniales en la región tendieron a llevar conceptos del patriarcado y la participación de las mujeres en el deporte con ellas a las culturas locales que tenían conceptos similares ya integrados en ellos. La falta de desarrollo posterior del equipo nacional a nivel internacional más amplio, sintomático de todos los equipos africanos, es el resultado de varios factores, incluido el acceso limitado a la educación, la pobreza entre las mujeres en la sociedad en general y la desigualdad fundamental presente en la sociedad eso ocasionalmente permite abusos específicos de los derechos humanos de las mujeres. Cuando se desarrollan jugadores de fútbol femeninos de calidad, tienden a irse para mayores oportunidades en el extranjero. En todo el continente, la financiación también es un problema, ya que la mayoría del dinero para el desarrollo proviene de la FIFA, no de la asociación nacional de fútbol. Futuro, el éxito del fútbol femenino en África depende de la mejora de las instalaciones y el acceso de las mujeres a estas instalaciones. Intentar comercializar el juego y hacerlo comercialmente viable no es la solución, como lo demuestra la existencia actual de muchos campamentos de fútbol juvenil y femenino en todo el continente.
La federación nacional, la Asociación de Fútbol de Liberia, fue fundada en 1936. Se convirtió en afiliada de la FIFA en 1962. El fútbol femenino está representado en el comité por mandato constitucional específico. En 2009, la organización no tenía ningún miembro del personal a tiempo completo específicamente dedicado a ayudar al fútbol femenino. Su kit incluye camisas rojas, pantalones cortos blancos y medias rojas.
El fútbol es el deporte de participación femenina más popular en el país. Un programa de fútbol femenino fue organizado por primera vez por la federación nacional en el país en 1988. En 2000, había 264 jugadoras registradas en el país. En 2006, había 277 jugadores. En 2006, solo había dos equipos femeninos disponibles para que las mujeres jueguen mientras que había 43 equipos para hombres. En 2009, se habían establecido competiciones regionales y nacionales de fútbol femenino, pero no se había organizado ninguna competencia para UL o escuelas. La Unión Africana de Radiodifusión compró los derechos para transmitir la Copa Mundial Femenina 2011 en el país.
Jamesetta Howard se ha desempeñado como Ministra de Juventud y Deportes del país . La presidenta de la asociación nacional de fútbol fue Izetta Wesley . La presidenta del país fue Ellen Johnson-Sirleaf . Todas eran mujeres y todas apoyaban al equipo nacional femenino. En 2007, Izetta Wesley fue nombrada miembro del Comité de Fútbol Femenino de la FIFA y de la Copa Mundial Femenina de la FIFA, y su mandato comenzó en 2008. También se desempeñó como Comisionada del Partido de CAF y FIFA, y Vicepresidenta de La Unión de Fútbol de África Occidental (WAFU).

## Equipo
En 1985, casi ningún país del mundo tenía un equipo nacional de fútbol femenino, incluyendo a Liberia, que no jugó en su primer partido reconocido por la FIFA hasta febrero de 2007, aunque el equipo jugó tres juegos no reconocidos en 2006. Los partidos del equipo nacional se jugaron en el estadio Antoinette Tubman.
El 18 de febrero de 2007 en un juego en Monrovia , Liberia perdió ante el equipo nacional de fútbol femenino de Etiopía 0-3 después de haber caído 0-1 en la mitad. El 10 de marzo de 2007 en un juego en Addis Abeba , Liberia perdió ante Etiopía 0-2 después de estar abajo 0-1 en la mitad. En 2010, el país no tenía un equipo compitiendo en el Campeonato Africano de Mujeres. El país no tenía un equipo que compitiera en los Juegos de África 2011. El 13 de febrero de 2011 en un juego en Monrovia, Liberia perdió ante Ghana por un puntaje de 0-4. El 27 de febrero de 2011 en un juego en Acra, Liberia perdió ante Ghana 0-7.
La clasificación internacional de Liberia mejoró a fines de la década de 2000 antes de caer a principios de la década de 2010: en 2007, ocupó el puesto 144; en 2008, 117; en 2009, 92; en 2010, 128; en 2011, 136; y en 2012, 130, mientras ocupaba el puesto 35 en África.

### Resultados
Su primer empate se logró en 2014.
| Fecha                 | Ubicación  | Local        | Resultado | Visita  | Referencia |
| --------------------- | ---------- | ------------ | --------- | ------- | ---------- |
| 18 de febrero de 2007 | Monrovia   | Liberia      | 0:3       | Etiopía | [ 12 ]     |
| 10 de marzo de 2007   | Adís Abeba | Etiopía      | 2:0       | Liberia | [ 12 ]     |
| 13 de febrero de 2011 | Monrovia   | Liberia      | 0:4       | Ghana   | [ 12 ]     |
| 27 de febrero de 2011 | Acra       | Ghana        | 7:0       | Liberia | [ 12 ]     |
| 8 de marzo de 2014    | Makeni     | Sierra Leona | 0:0       | Liberia | [ 12 ]     |

## Otras selecciones nacionales

### Selección sub-17
En 2006, no había un equipo nacional juvenil reconocido por la FIFA. Participaron en el Campeonato Africano Femenino Sub-17 2008. En la ronda preliminar, se suponía que debían jugar contra Benín, pero Benín se retiró de la competencia. En la primera ronda, se suponía que debían jugar contra Nigeria, pero se retiraron de la competencia.

### Selección sub-20
En 2006, no había un equipo nacional juvenil reconocido por la FIFA. Entre 2002 y 2010 en la Copa Mundial Femenina Sub-19 de la FIFA, un evento Sub-19 hasta 2006 cuando se convirtió en Sub-20, el país participó en el torneo clasificatorio.
El país participó en el Campeonato Africano Femenino Sub-20 2006. Se suponía que jugarían Guinea en la Ronda 1, pero Guinea se retiró del torneo. En la ronda 2, jugaron su primer partido en Argelia, donde ganaron 3-2. Argelia se retiró del torneo antes de jugar en el partido de regreso en Liberia. Se encontraron con Nigeria en los cuartos de final, empatando 1-1 en un partido, antes de perder 1-9 en el segundo.

### Selección para laHomeless World Cup
En 2008, un equipo nacional representó al país en la Homeless World Cup. En la primera ronda, la ronda de robin donde terminaron segundos, vencieron a Camerún 16-1, vencieron a Colombia 8-5, perdieron ante Zambia 1-4, vencieron a Paraguay 4-1, vencieron a Uganda 7-2, vencieron a Kirguistán 7-3, y vencer a Australia 14-3. En la semifinal, empataron a Colombia 1-1 y ganaron 1-0 en penaltis. Perdieron ante Zambia 1-7 en la final.

### Selección de fútbol con problemas físicos
Un equipo femenino del país compitió en la Copa de Naciones Africanas de 2011 por el fútbol de amputados. En 2011, jugaron contra Ghana en un amistoso en Monrovia, Liberia, antes de la competencia.

## Estadísticas

### Copa Mundial Femenina de Fútbol
| Edición | Resultado               | Posición                | PJ                      | PG                      | PE                      | PP                      | GF                      | GC                      |
| ------- | ----------------------- | ----------------------- | ----------------------- | ----------------------- | ----------------------- | ----------------------- | ----------------------- | ----------------------- |
| 1991    | No existía la selección | No existía la selección | No existía la selección | No existía la selección | No existía la selección | No existía la selección | No existía la selección | No existía la selección |
| 1995    | No existía la selección | No existía la selección | No existía la selección | No existía la selección | No existía la selección | No existía la selección | No existía la selección | No existía la selección |
| 1999    | No existía la selección | No existía la selección | No existía la selección | No existía la selección | No existía la selección | No existía la selección | No existía la selección | No existía la selección |
| 2003    | No existía la selección | No existía la selección | No existía la selección | No existía la selección | No existía la selección | No existía la selección | No existía la selección | No existía la selección |
| 2007    | No participó            | No participó            | No participó            | No participó            | No participó            | No participó            | No participó            | No participó            |
| 2011    | No participó            | No participó            | No participó            | No participó            | No participó            | No participó            | No participó            | No participó            |
| 2015    | No participó            | No participó            | No participó            | No participó            | No participó            | No participó            | No participó            | No participó            |
| 2019    | No participó            | No participó            | No participó            | No participó            | No participó            | No participó            | No participó            | No participó            |
| 2023    | No clasificó            | No clasificó            | No clasificó            | No clasificó            | No clasificó            | No clasificó            | No clasificó            | No clasificó            |
| 2027    | Por disputarse          | Por disputarse          | Por disputarse          | Por disputarse          | Por disputarse          | Por disputarse          | Por disputarse          | Por disputarse          |
| Total   | 0/9                     | -                       | -                       | -                       | -                       | -                       | -                       | -                       |

### Copa Femenina Africana de Naciones
| Edición | Resultado                                  | Posición                                   | PJ                                         | PG                                         | PE                                         | PP                                         | GF                                         | GC                                         |
| ------- | ------------------------------------------ | ------------------------------------------ | ------------------------------------------ | ------------------------------------------ | ------------------------------------------ | ------------------------------------------ | ------------------------------------------ | ------------------------------------------ |
| 1991    | No existía la selección                    | No existía la selección                    | No existía la selección                    | No existía la selección                    | No existía la selección                    | No existía la selección                    | No existía la selección                    | No existía la selección                    |
| 1995    | No existía la selección                    | No existía la selección                    | No existía la selección                    | No existía la selección                    | No existía la selección                    | No existía la selección                    | No existía la selección                    | No existía la selección                    |
| 1998    | No existía la selección                    | No existía la selección                    | No existía la selección                    | No existía la selección                    | No existía la selección                    | No existía la selección                    | No existía la selección                    | No existía la selección                    |
| 2000    | No existía la selección                    | No existía la selección                    | No existía la selección                    | No existía la selección                    | No existía la selección                    | No existía la selección                    | No existía la selección                    | No existía la selección                    |
| 2002    | No existía la selección                    | No existía la selección                    | No existía la selección                    | No existía la selección                    | No existía la selección                    | No existía la selección                    | No existía la selección                    | No existía la selección                    |
| 2004    | No existía la selección                    | No existía la selección                    | No existía la selección                    | No existía la selección                    | No existía la selección                    | No existía la selección                    | No existía la selección                    | No existía la selección                    |
| 2006    | No existía la selección                    | No existía la selección                    | No existía la selección                    | No existía la selección                    | No existía la selección                    | No existía la selección                    | No existía la selección                    | No existía la selección                    |
| 2008    | No participó                               | No participó                               | No participó                               | No participó                               | No participó                               | No participó                               | No participó                               | No participó                               |
| 2010    | No participó                               | No participó                               | No participó                               | No participó                               | No participó                               | No participó                               | No participó                               | No participó                               |
| 2012    | No participó                               | No participó                               | No participó                               | No participó                               | No participó                               | No participó                               | No participó                               | No participó                               |
| 2014    | No participó                               | No participó                               | No participó                               | No participó                               | No participó                               | No participó                               | No participó                               | No participó                               |
| 2016    | No participó                               | No participó                               | No participó                               | No participó                               | No participó                               | No participó                               | No participó                               | No participó                               |
| 2018    | No participó                               | No participó                               | No participó                               | No participó                               | No participó                               | No participó                               | No participó                               | No participó                               |
| 2020    | Cancelado debido a la pandemia de COVID-19 | Cancelado debido a la pandemia de COVID-19 | Cancelado debido a la pandemia de COVID-19 | Cancelado debido a la pandemia de COVID-19 | Cancelado debido a la pandemia de COVID-19 | Cancelado debido a la pandemia de COVID-19 | Cancelado debido a la pandemia de COVID-19 | Cancelado debido a la pandemia de COVID-19 |
| 2022    | No clasificó                               | No clasificó                               | No clasificó                               | No clasificó                               | No clasificó                               | No clasificó                               | No clasificó                               | No clasificó                               |
| 2024    | No clasificó                               | No clasificó                               | No clasificó                               | No clasificó                               | No clasificó                               | No clasificó                               | No clasificó                               | No clasificó                               |
| Total   | 0/13                                       | -                                          | -                                          | -                                          | -                                          | -                                          | -                                          | -                                          |

## Últimos y próximos encuentros
Actualizado al último partido jugado el 26 de septiembre de 2023
| Fecha      | Ciudad   | Local      | Resultado | Visitante  | Competición                       |
| ---------- | -------- | ---------- | --------- | ---------- | --------------------------------- |
| 20-10-2021 | Monrovia | Liberia    | 1:2       | Senegal    | Clas. Copa Africana Femenina 2022 |
| 26-10-2021 | Thiès    | Senegal    | 6:0       | Liberia    | Clas. Copa Africana Femenina 2022 |
| 22-09-2023 | Praia    | Cabo Verde | 3:0       | Liberia    | Clas. Campeonato Femenino 2024    |
| 26-09-2023 | Monrovia | Liberia    | 2:3       | Cabo Verde | Clas. Campeonato Femenino 2024    |